# Bang! (film, 1977)
Bang! är en svensk dramafilm från 1977 i regi av Jan Troell, baserad på Sven Christer Swahns novell "Orgeladjunkten". Filmen hade premiär den 6 juni 1977 och är tillåten från 11 år. Filmen har även visats på SVT2.

## Handling
Magnus Hinder (spelad av Håkan Serner) är skild från exfrun Lena (Yvonne Lombard) och har ett förhållande med Rosita (Eva von Hanno), teckningslärarinnan på skolan där han arbetar. När han tror att hon är med barn blir han orolig eftersom han är förälskad i en annan kvinna, den gästspelande brittiska cellisten Cilla (Susan Hampshire).

## Rollista
- Håkan Serner - Magnus Hinder, kemilärare och amatörmusiker/orgeladjunkten
- Yvonne Lombard - Lena, Hinders f.d. fru
- Eva von Hanno - Rosita, teckningslärare
- Susan Hampshire - Cilla Brown, cellist
- Ulf Palme - Johnny, TV-producent, Hinders vän
- Agneta Prytz - fru Leonardsson
- Claire Wikholm - kollega till orgeladjunkten
- Staffan Liljander - kollega till orgeladjunkten
- Alf Hellberg - äldre kollega till Hinder
- Berto Marklund - skolvaktmästare
- Kristina Kamnert - skolstäderska
- Beate Ørskov - Beate, kvinnan på ängen
- Åke Wihlney - Hinders skolkamrat
- Karl-Erik Welin - dirigenten
- Kajsa Forsberg - elev som kommer med hund

## Produktion
Filmen är inspelad i Stockholm (bland annat Filmhuset, Konserthuset, Södra Latin och Danderyds sjukhus), Karlskrona (bland annat Chapmanskolan) och Malmö (bland annat Ribersborgsbadet och S:t Petri gymnasium).

## Musik i filmen
- Capriccio italien opus 45, musik Pjotr Tjajkovskij
- Kamraten, musik Harald Gustafsson
- Ungersk dans nr 5 fiss-moll, musik Johannes Brahms
- Violoncellkonsert h-moll opus 104, musik Antonin Dvorak
- Divertimento nr 60, musik Joseph Haydn
- Schatten-arian, musik Giacomo Meyerbeer
- God Save the Queen
- Little Green Apples, musik Bobby Russell
- Glad såsom fågeln i morgonstunden/Vårsång, musik Gustav Bernadotte, prins av Sverige, text Herman Sätherberg
- Dinah, musik Harry Akst, text Sam M Lewis och Joseph Young, svensk text Einar Rosenborg
- I Cover the Waterfront, musik John W Green, text Edvard Heyman, svensk text Bernt Baune
- When Somebody Thinks You Are Wonderful, musik Harold Woods
- Den lille hest, musik Hanne Passer, text Halfdan Rasmussen
- Beatrice-Aurore, musik Hjalmar Casserman, text Harriet Löwenhielm
- Tangokavaljeren, musik Jules Sylvain, text Åke Söderblom
- psalm 420 Din klara sol går åter opp, musik möjligen av Johann Georg Störl, text Johan Olof Wallin
- psalm 424 Den signade dag
- Lille Peter Edderkopp/Imse vimse spindel

samt folkmelodierna En contemplant mon amour, I en sal på barnsjukhuset och Marie hønen evig glad. 
I filmen ingår även en icke namngiven fransk tango.

## Mottagande
Filmen blev nominerad till Guldpalmen i Cannes. Håkan Serner tilldelades en Guldbagge för bästa manliga huvudroll vid Guldbaggegalan 1977 för sin hans insatser i denna film och i Mannen på taket.